# Corgatha nigripalpis
Corgatha nigripalpis là một loài bướm đêm trong họ Erebidae.